# 129119 Ericmuhle
129119 Ericmuhle è un asteroide della fascia principale. Scoperto nel 2004, presenta un'orbita caratterizzata da un semiasse maggiore pari a 2,7062015 UA e da un'eccentricità di 0,0363905, inclinata di 5,12925° rispetto all'eclittica.